# 海玛斯山脉

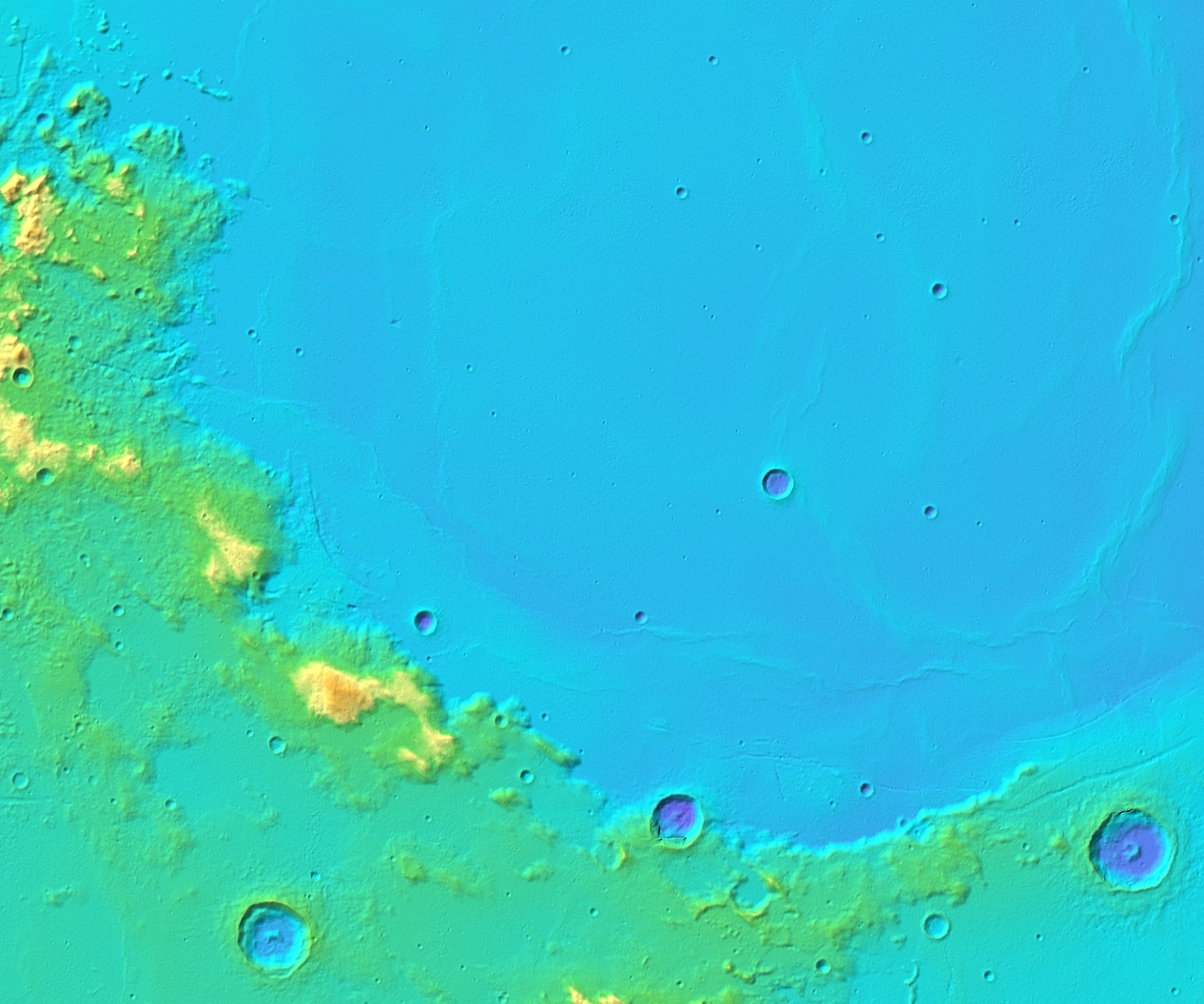
该区域的地形图(黄色表示高地，蓝色表示低地)

海摩斯山（Montes Haemus）是一座由月球澄海盆地西南壁构成的蜿蜒山脉，它与西侧的坐落在澄海中的亚平宁山脉组成了一个不太明显的对称弧，并向上弯伸至北尽头；向东则延伸至普林尼陨石坑西北的阿切鲁西亚岬，其尽端抵达澄海与静海的南北接口。
该山脉的月面坐标为北纬19.9°、东径9.2°，长度560公里，山脉最高峰高达2.4公里。
该山脉被命名为海摩斯山脉-“巴尔干山脉”的一个老色雷斯名，起源于约翰·赫维留在月球地图上的命名，但他又将该名称指定给了另一地质特征(在Æmus 山脉类中)-位于澄海另一侧的亚历山大环形山的残留边壁。后来该名称被移植应用于该一类对象，如词形相同但词序相反的“Haemus Montes”，则是木卫一上的一座山。
沿山脉东侧分布有数条月溪，山脉的东端构成了一条被称为"普林尼月溪"（Rimae Plinius）的西向终点。向西过100公里处，是嵌入在山脉中门纳劳斯陨石坑和奥威尔斯陨石坑，它们的东北方是"门纳劳斯月溪"（Rimae Menelaus）。在此，山脉转向西北，碗状的苏尔皮基乌斯·盖路斯陨石坑就坐落在附近的月海旁，就在陨石坑西北，与山脉平行，则是苏尔皮西乌斯·加卢斯月溪。
数个由玄武岩熔岩形成的小“湖”，沿山脉西南面分布，从西北到东南分别是：怨恨湖、忧伤湖、欢乐湖和冬湖，柔湖则在更远的南边。